# Chrysosplenium alpinum
Chrysosplenium alpinum là một loài thực vật có hoa trong họ Saxifragaceae. Loài này được (Schur) Schur miêu tả khoa học đầu tiên năm 1859.